# ドイツの宇宙開発

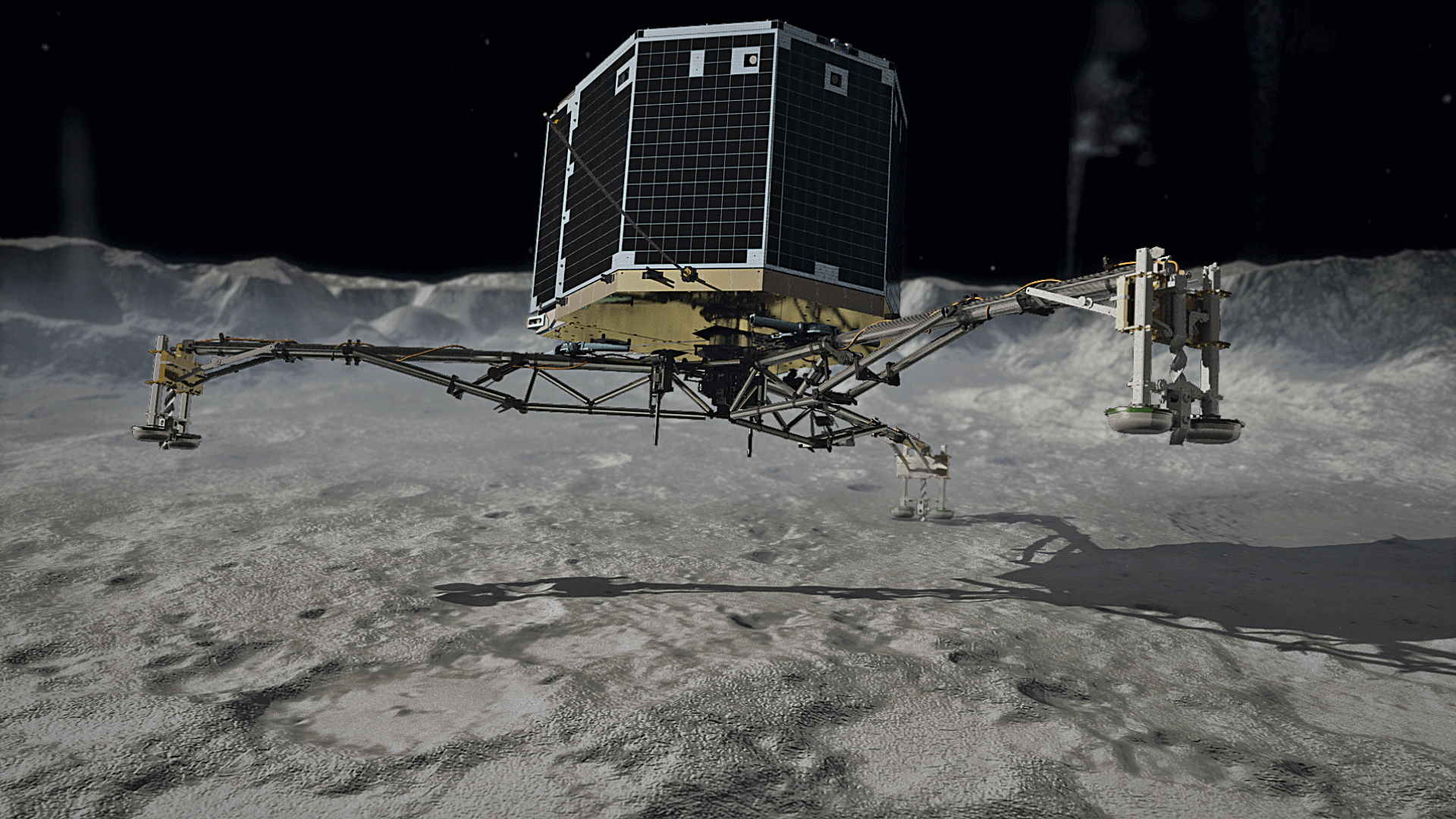
チュリュモフ・ゲラシメンコ彗星に着陸するフィラエ

ドイツの宇宙開発（ドイツのうちゅうかいはつ）ではドイツにおける宇宙開発について述べる。

## 歴史

### 黎明期

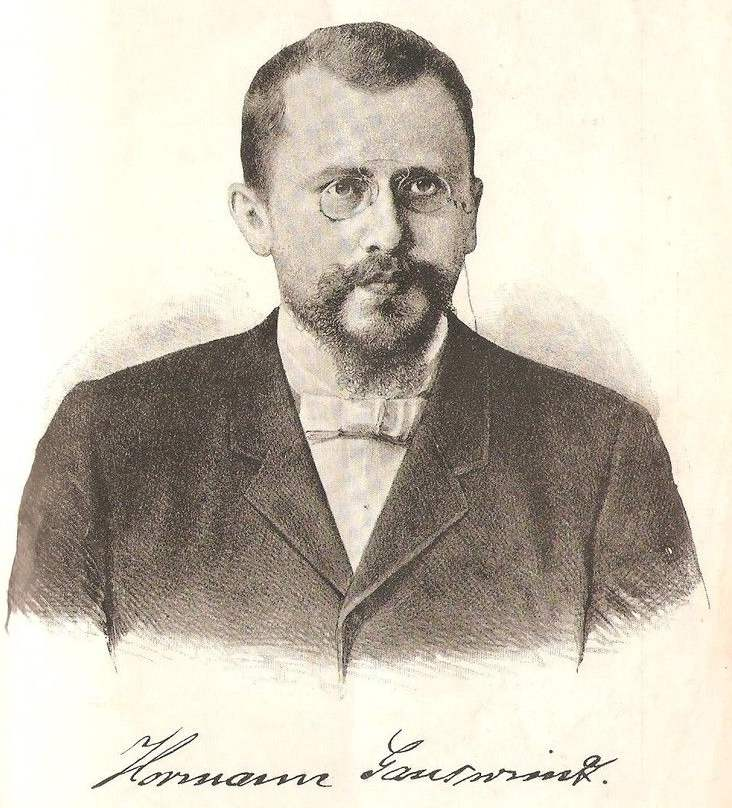
ヘルマン・ガンズヴィント

ドイツは宇宙開発の黎明期から理論面、実験で先駆的な業績をもたらした。1891年にヘルマン・ガンズヴィントは宇宙船"Weltenfahrzeug"の構想を発表した。1923年6月にヘルマン・オーベルトの『惑星空間へのロケット』（Die Rakete zu den Planetenraumen）が出版されてから、宇宙旅行とロケット工学はドイツで人気を得ておりマックス・ヴァリエ、ウィリー・レイとともにヨハネス・ヴィンクラーは1927年に宇宙旅行協会(ドイツ語: Verein für Raumschiffahrt - VfR)を設立した。
レイとオーベルトはフリッツ・ラングのSF映画『月世界の女』の監修をした際、実際に打ち上げられるロケットを製作する資金をラングから提供してもらうよう望み、オーベルトはわずか3ヶ月の間に液体燃料ロケットを設計・製作しようとしたが、実験中に爆発。オーベルトは耳の鼓膜が破れ、右目を失明する。一方、ヴァリエはフリッツ・フォン・オペルを手伝い、オペル社の宣伝の為のロケット動力装置を製作した。
1930年1月25日、VfRは液体燃料を使用した燃焼実験（5分間）に初めて成功した。そしてロケットの追加実験はザクセンのベルンシュタットの近郊の農場で行われた。ヒトラー台頭前の1930年11月にVfRは資金提供を求めてドイツ軍に接触している。当時、ロケットは軍事的に発達していなかったので、11年前の第一次世界大戦敗戦によるヴェルサイユ条約はロケットを制限していなかった。VfRは自治体から、ライニッケンドルフの放棄された弾薬集積所を使用する許可を得た。彼らはここをベルリンロケット飛行場と名づけ、ここからVfRは3年間の間、徐々にロケットを強化しつつ打ち上げた。ミラクロケットの後、レプルゾルシリーズは高度1km以上に達した。

### 第二次大戦へ

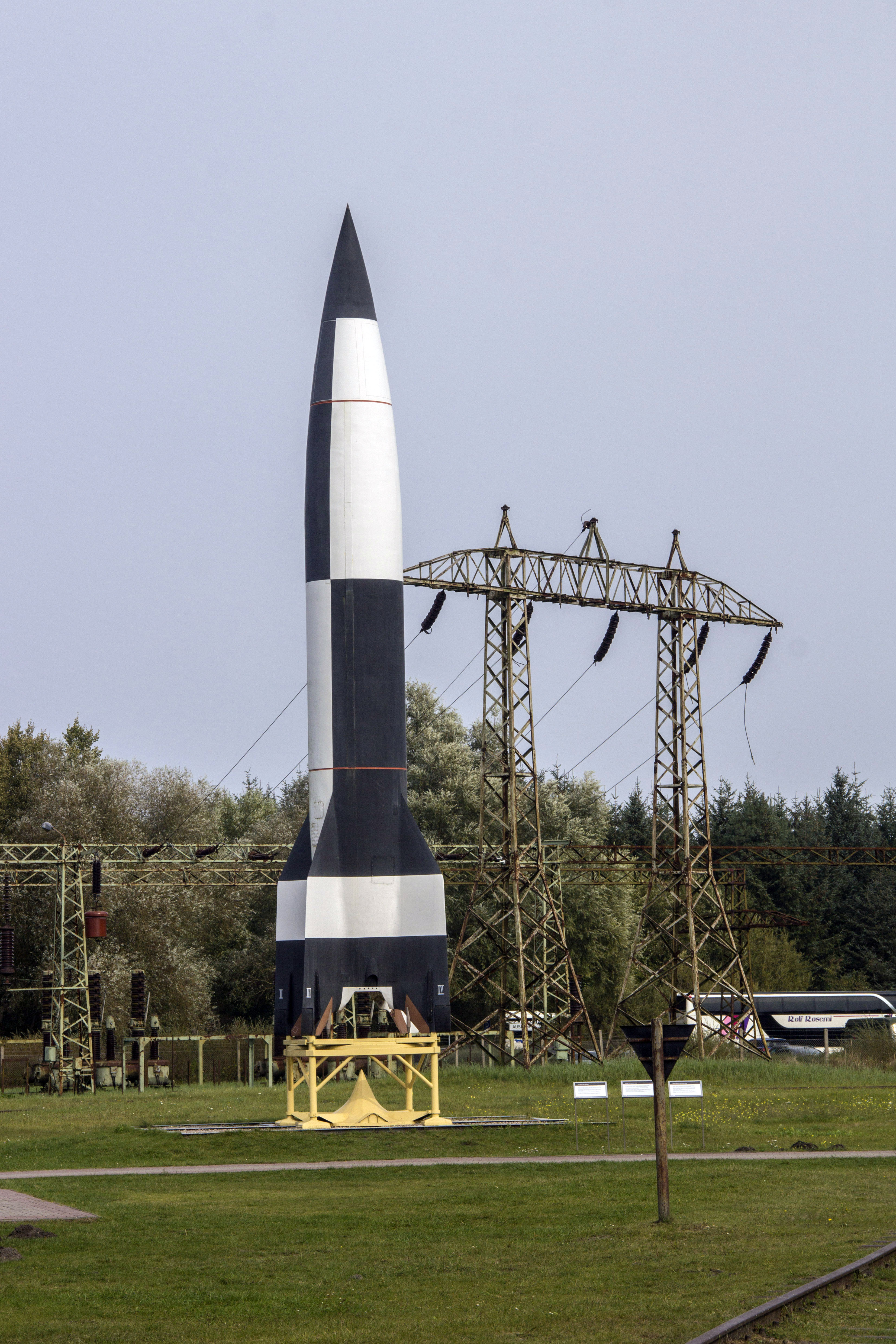
ペーネミュンデのV2ロケット

1932年の春、ドイツ陸軍のヴァルター・ドルンベルガーとカール・ベッカーがVfRのロケット打ち上げを見学した。この実験は失敗したものの、ドルンベルガーはロケット打ち上げへの契約を申し出た。当時、若い学生で、VfRの一員でもあったヴェルナー・フォン・ブラウンはこの契約に積極的だったが、結局VfRはこの提案を断った。ドイツ軍との契約を結ばなかったことで資金繰りが苦しくなったことなどからVfRは1933年ごろには解散している。
1932年11月、ヴェルナー・フォン・ブラウンは一人ドイツ陸軍兵器局に入り、1934年12月エタノールと液体酸素を推進剤とするアグリガットロケットA2の飛行実験を成功させた。1936年までには、A2ロケットの開発は終了し、後継機のA3とA4の開発に着手した。フォン・ブラウンは1937年以降ペーネミュンデ陸軍兵器実験場において技術開発主任となっていた。A4の約1/2スケールモデルのA3は4回の打上げに全て失敗したため、A5の設計が始められた。この形式は信頼性が高く、1941年までに約70基が試射された。A4の最初の1機は1942年3月に飛行し、およそ1.6km飛んで海中に落下した。2回目の打上げでは高度 11.2 km に到達して爆発した。1942年10月3日の3回目の打上げで成功。ロケットは完全な軌跡を描き、宇宙空間に到達した初の人工物体となって192km先に落下した。アグリガットA4はV2ロケットとして実用化され、ドイツ軍の弾道ミサイルとして利用された。この技術は各国の目にも留まり、後に米ロによる技術の奪い合いにも発展した。

### 戦後

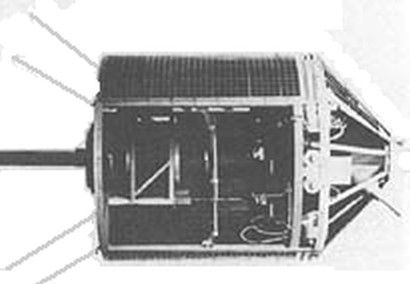
アズール

第二次世界大戦後、ドイツはロケットの開発を禁止され、主要な技術者達は連合国側で開発に協力した。その中にはアメリカのヴェルナー・フォン・ブラウンやソ連のヘルムート・グレトルップのように各国の宇宙開発に主要な役割を担う者もおり、多くの国家でドイツ人技術者が開発に加わっていた。その後1950年代にはロケットの開発の制限は若干緩和したものの、ドイツでは国内で独自にロケットの開発をしようという考え方と、第二次大戦の記憶からロケットを忌避する感情から計画が進まず、その間に欧州共同での宇宙開発計画が開始され、1962年には欧州ロケット開発機構の設立に参加して、ヨーロッパロケットの開発に参加することとなった。同じく1962年に欧州宇宙研究機構の設立にも参加した。1969年11月8日にはアメリカのスカウトロケットでドイツ初の人工衛星としてアズールが打ち上げられた。
1969年に当時の旧西ドイツで航空宇宙技術に関わっていた3つの組織、空気力学研究所(AVA)、ドイツ航空研究所(DVL)、ドイツ航空研究協会(DFL) の合併により、ドイツ航空宇宙研究所 (DFVLR) が設立され、1980年代から1990年代にかけて、頻繁に改組が行われ1988年にDFVLRはDLRに改名された。翌1989年、DLRとは独立にドイツ宇宙機関(DARA) が編成されるが、1997年にDLRと合併し、現在のドイツ航空宇宙センター (DLR) となった。
1975年には西ドイツの航空宇宙技術者であるルッツ・カイゼルによってOTRAGの開発が開始されたが、フランスとソビエトの政治的圧力により中止された。ドイツの宇宙開発は衛星の利用が増え、また、欧州のロケット開発やアメリカのスペースラブに参加するなど国際協力下で進められる方向性で進められた。一方の東ドイツも1978年8月26日にジークムント・イェーンがソ連のソユーズ31号に搭乗してドイツ人として初めて宇宙飛行を行っている。

## 組織
- ドイツ航空宇宙センター
- 宇宙旅行協会

## 開発

### 人工衛星
ドイツは1969年にヴァンアレン帯、太陽粒子、オーロラ研究を目的とした科学衛星であるアズールがスカウトによってヴァンデンバーグ空軍基地から打ち上げられた。その後も多種多様な人工衛星が打ち上げられる。

### ロケット
- ミラク
- アグリガット
- V2ロケット
- OTRAG

## 有人飛行

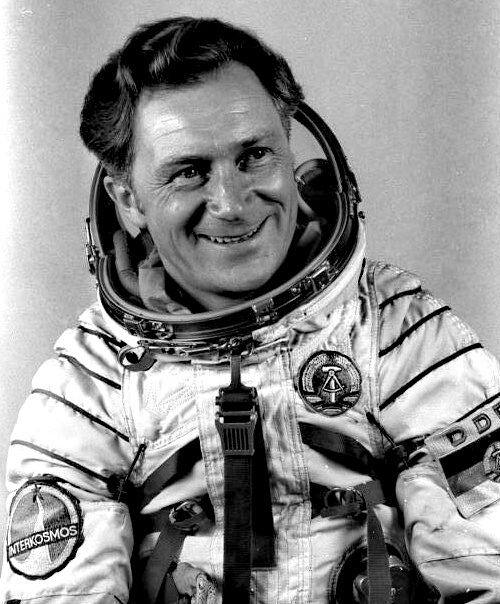
ドイツ人初の宇宙飛行士、ジークムント・イェーン

1978年8月26日にインターコスモスの一環として旧東ドイツのジークムント・イェーンがソ連のソユーズ31号に搭乗した。
1983年11月28日に旧西ドイツのウルフ・メルボルトがNASAのSTS-9に参加、スペースシャトル・コロンビアに搭乗。